# 최 (성씨)

대한민국의 주요 성씨(KNSO, 2000)
김(金)
이(李)
박(朴)
최(崔)
정(鄭)
그 외

최(崔)씨는 한국의 성씨이다. 최(崔)씨는 2015년 대한민국 통계청 인구조사에서 2,333,927명으로 조사되어 성씨 인구 5위이다. 
최(崔)씨의 본관은 문헌에 19본까지 기록되어 있지만, 이 중 시조와 계대가 확인되는 본관은 경주(慶州), 전주(全州), 해주(海州), 강릉(江陵), 탐진(耽津), 수성(隋城), 삭녕(朔寧), 화순(和順), 강화(江華), 낭주(朗州), 완산(完山), 동주(東州), 우봉(牛峰), 흥해(興海), 수원(水原), 통천(通川), 영흥(永興), 영천(永川), 충주(忠州), 등에 19본이다.

## 기원
최(崔)씨의 기원은 고구려 계통과 신라 계통 등 다양한 계통이 존재한다.
신라 계통 최씨의 비조는 사로국 6촌 중 돌산(突山) 고허촌(高墟村)의 촌장이었던 소벌도리(蘇伐都利)이다.
한반도 역사에서 가장 먼저 발견되는 최(崔)씨는 1세기 평양 대동강 유역에 자리 잡고 있었던 최씨낙랑국이다. 고구려 기록에 낙랑의 최리(崔理)가 옥저에서 고구려 대무신왕의 아들 호동(好童)을 사위로 삼았다고 한다. 또한 삼국사기에 의하면 서진의 평주 자사 최비(崔毖)가 319년에 고구려에 귀순했다고 한다.
쌍계사 진감선사비에 따르면 진감선사의 속성이 최씨이고, 선조에 대해선 수나라 때 고구려를 침공했다가 포로가 되어 고구려에 살다가 고구려가 멸망한 뒤 금마(金馬, 현 전라북도 익산시 금마면)로 내려와 살았다고 기록하고 있다.

## 경주 최씨
경주 최씨(慶州 崔氏)는 경상북도 경주시를 본관으로 하는 성씨이다. 시조 최치원(崔致遠, 857년생)은 돌산고허촌의 촌장인 소벌도리(蘇伐都利)의 24세손으로, 신라 6두품으로서는 최고의 관등인 아찬(阿飡)에 올랐다. 

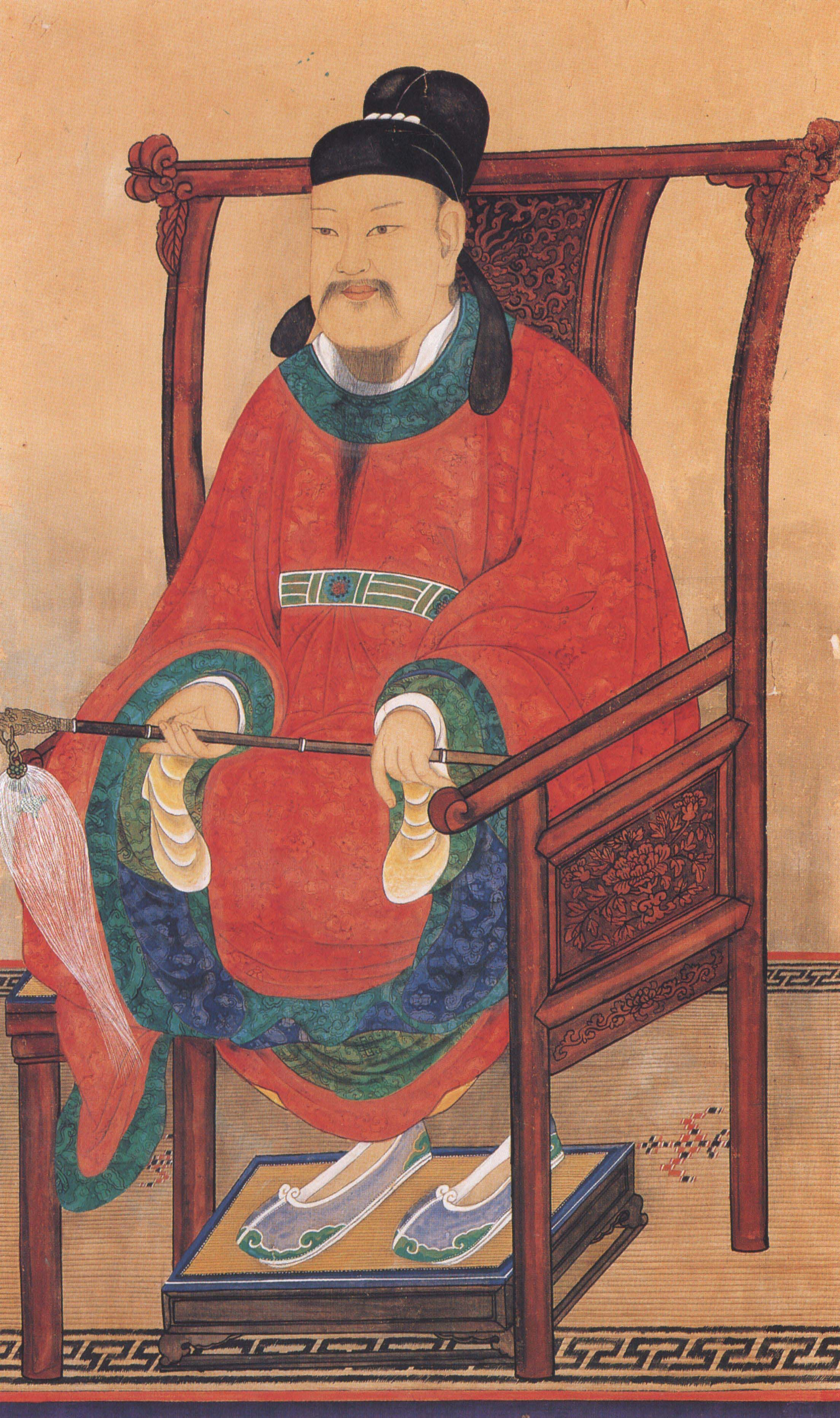
경주 최씨 시조 최치원(崔致遠)

최씨 중 인구가 가장 많은 본관이지만 조선시대 문과 급제자 42명을 배출하였을 뿐, 가문이 퇴조하여 상신이나 대제학은 한 명도 배출하지 못하였다. 2015년 인구는 945,005명이다.

### 월성 최씨
월성 최씨 시조 최진립(崔震立)은 조선 선조 때 무과에 급제하여 오위도총부부총관을 지냈다. 2015년 인구는 82,843명이다.

## 동주 최씨
동주 최씨(鐵原 崔氏) 시조 최준옹(崔俊邕)은 고려 태조를 도와 삼한공신(三韓功臣) 삼중대광 태사(三重大匡 太師)가 되었다. 최준옹의 현손 최석(崔奭, 1026년 ~ 1121년)이 1051년(문종 5) 과거에 장원으로 급제하고 수태보 문하시랑 동중서문하평장사 판이예부사(守太保門下侍郎同中書門下平章事判吏禮部事)에 이르렀으며, 최석(崔奭)의 아들 최유청(崔惟淸)은 중서시랑평장사(中書侍郞平章事)에 이르렀다. 최유청의 5세손 최영(崔瑩)이 철원부원군(鐵原府院君)에 봉해지고, 우왕 때 문화시중을 역임하였다. 동주 최씨(東州崔氏)라고도 한다. 2015년 인구는 15,050명이다.

## 해주 최씨
해주 최씨(海州 崔氏)는 황해남도 해주시를 본관으로 한다. 시조 최온(崔溫)의 아들 최충(崔沖, 984년 ~ 1068년)이 1005년(고려 목종 8년) 과거에 장원급제하여 개부의동삼사(開府儀同三司) 수태사(守太師) 겸 문하시중(門下侍中) 상주국(上柱國) 내사령(內史令)에 이르렀으며, 문헌공도(文憲公徒)를 창시하였다.

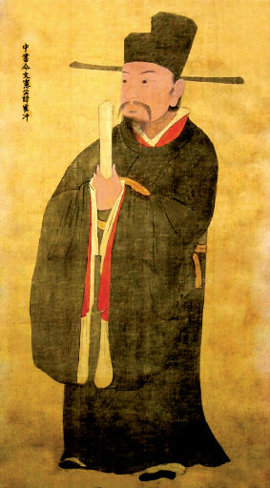
해주 최씨 2세 최충(崔沖)

3세 최유선(崔惟善)과 4세 최사추(崔思諏)도 문하시중(門下侍中)에 이르렀고, 6세 최윤의(崔允儀)는 세계 최초의 금속활자본인 《상정고금예문(詳定古今禮文)》을 편찬했다. 조선시대 문과 급제자 48명을 배출하였는데, 세종 때의 집현전부제학 최만리(崔萬理), 임진왜란 당시 진주성에서 순절한 최경회(崔慶會), 영조 때 영의정을 지낸 최규서(崔奎瑞) 등이 있다. 2015년 인구는 201,625명이다.
청송·부안·아산·용궁 최씨가 해주 최씨로부터 분파하였다. 

## 낭주 최씨
낭주 최씨(朗州崔氏)는 전라남도 영암군을 본관으로 하는 성씨이다. 시조 최상흔(崔相昕)은 전라남도 영암군에 대대로 세거해온 토착인이다. 원보(元甫) 최상흔의 아들이 고려 태조가 후삼국을 통일할 것을 예지하여 최지몽(崔知夢, 907년 ~ 987년)이란 이름을 하사 받았고, 982년(성종 1)에 좌집정(左執政) 수내사령(守內史令) 상주국(上柱國)에 올랐으며, 경종 묘정에 배향되었다. 최지몽 이후의 세계가 실전되어 고려 말기의 최희소(崔希沼)를 기세조로 한다. 2015년 인구는 17,205명이다.

## 우봉 최씨
우봉 최씨(牛峰崔氏) 시조 최원호(崔元浩)는 고려 명종 때 영열우성공신(英烈佑聖功臣)으로 삼중대광문하시중상장군(三重大匡門下侍中上將軍)에 오르고, 그의 아들 최충헌(崔忠獻)은 문하시중(門下侍中), 진강군개국후(晉康郡開國侯)에 봉해졌으며, 손자 최우(崔瑀)가 강화천도의 공으로 진양후(晉陽侯)에 봉해졌다. 최충헌의 증손 최의가 숙청된 후 우봉 최(崔)씨 무신정권 세습 체제는 종결되었다. 2015년 인구는 120명이다.

## 전주 최씨
전주 최씨(全州 崔氏)는 전북특별자치도 전주시를 본관으로 한다. 시조가 다른 네 계통이 있다. 조선시대 문과 급제자 109명으로 최씨 중 가장 많이 배출하였고, 상신 3명(최명길, 최석정, 최석항)을 배출하였다. 2015년 인구는 458,191명이다. 전주최씨 인물사에 의하면 문열공계 문성공계는 합보(合譜)했다고 전한다.
- 문열공파(文烈公派) 시조 최순작(崔純爵)은 고려 때 검교신호위상장군(檢校神虎衛上將軍)으로 완산군(完山君)에 봉해졌다고 한다. 완산 최씨(完山 崔氏) 시조이다.

- 사도공파(司徒公派) 시조 최균(崔均)은 고려 인종 때 과거에 급제하여 예부시랑(禮部侍郞)을 역임하였다.[9]

- 문충공파(文忠公派) 시조 최군옥(崔群玉)은 고려시대 문하시중평장사를 지내고 완산부원군(完山府院君)에 봉해졌다고 한다.

- 문성공파(文成公派) 시조 최아(崔阿)는 문열공파 최순작의 후손이지만 정확한 계보를 실전했다.

### 완산 최씨
완산 최씨(完山 崔氏) 시조 최순작(崔純爵)은 전주최씨 문열공파의 시조이다. 전주최씨 대종회에서 발행한 전주최씨 인물사(全州崔氏 人物史)에 의하면 완산 최씨는 전주 최씨에서 분파(分派)되었다고 기록되어 있다.
2015년 인구는 3,563명이다.

## 강릉 최씨
강릉 최씨(江陵 崔氏)는 강원특별자치도 강릉시를 본관으로 하는 성씨이다. 시조가 다른 세 계통이 있다. 조선시대 문과 급제자 31명을 배출하였다. 2015년 인구는 145,335명이다.
- 경주계(慶州系) 시조 최필달(崔必達)은 고려의 개국공신이고, 경흥부원군(慶興府院君)에 봉해졌다고 한다.[10]

- 전주계(全州系) 시조 최흔봉(崔欣奉)은 고려 태조(太祖)의 부마(駙馬)로 완원위(完原尉)에 봉해졌다고 한다.[11]

- 강화계(江華系) 시조 최문한(崔文漢)은 고려 충숙왕(忠肅王)의 부마였다고 한다.[12]

## 삭녕 최씨
삭녕 최씨(朔寧 崔氏)는 경기도 연천군을 본관으로 하는 성씨이다. 시조 최천로(崔天老)는 고려 때 문하시랑평장사(門下侍郞平章事)를 지냈다고 한다. 중시조 최유가(崔兪嘉)는 고려 명종 때 문하시랑평장사를 지냈다. 그러나 최유가(崔兪嘉) 이후의 세계가 실전되어 고려 때 친어모군낭장(新禦侮軍郎將)을 지낸 최선보(崔善甫)와 함경전부사(含慶殿副使)를 지낸 최연(崔珚)을 각각 기세조로 하는 두 계통이 전한다. 
조선시대 문과 급제자 33명을 배출하였다. 최선보의 현손인 최항(崔恒)이 세조 때 영의정에 올랐고, 최항의 증손자인 최흥원도 선조 때 영의정에 오르고 영평부원군(寧平府院君)에 봉해졌다. 2015년 인구는 51,525명이다.

## 탐진 최씨
탐진 최씨(耽津 崔氏)의 전라남도 강진군을 본관으로 한다. 원조는 고려 때 상약원직장(尙藥院直長)을 역임한 최철(崔哲)이며, 시조는 고려 때 장작감(將作監)을 역임한 최정(崔靖)의 아들 최사전(崔思全)이다. 그러나 최사전의 아들 최변(崔弁)과 최열(崔烈) 이후의 기록이 전란에 실전되어 각 파 중시조들의 세거지를 따서 그 세계를 이어오고 있다. 시조인 최사전은 의술로 조정에 진출하였으나 고려 인종 때 이자겸(李資謙)을 제거한 공을 인정받아 공신에 책록되었고, 병부상서(兵部尙書)를 지낸 후 삼한후벽상공신(三韓後壁上功臣)으로 수태위(守太尉), 문하시랑평장사(門下侍郞平章事)에 올랐다. 최철의 선조는 탐진현(현 전라남도 강진군) 사람이라고 기록되어 있다. 조선시대 문과 급제자 7명을 배출하였다. 2015년 인구는 89,943명이다.

## 화순 최씨
화순 최씨(和順 崔氏)의 전라남도 화순군을 본관으로 하는 성씨이다. 시조 최세기(崔世基)는 고려시대에 평장사(平章事)를 지냈다. 그가 전라남도 화순군의 옛 이름인 오산(烏山)군에 봉해짐으로써 화순을 관향으로 삼게 되었다. 최세기와 같이 몽골군의 침입 때 공을 세우고 문하시중(門下侍中)을 지낸 최부(崔傅)를 함께 시조로 삼기도 한다. 그러나 상계가 실전되어 서북면도감판관(西北面都監判官)을 지낸 최언(崔堰)를 기세조(起世祖)로 세계를 이어오고 있는데, 문하시랑평장사(門下侍郞平章事)를 지낸 최윤의(崔允儀)를 기세조로 삼는 계통도 있다. 화순 최씨는 조선시대 문과 급제자 21명을 배출하였다. 2015년 인구는 38,604명이다.

## 강화 최씨
강화 최씨(江華崔氏)는 인천광역시 강화군을 본관으로 하는 성씨이다. 시조 최익후(崔益厚)는 고려 중엽 상서좌복야(尙書左僕射)를 지냈고 정당문학(政堂文學)에 올라 강화(江華)에서 터를 잡고 살았다고 한다. 조선시대 문과 급제자 20명을 배출하였다. 2015년 인구는 13,372명이다.

## 수성 최씨
수성 최씨(隋城 崔氏)는 경기도 수원시 수성구를 본관으로 한다. 시조 최영규(崔永奎)는 원래 김(金)씨였다. 그는 1261년(고려 원종 2년) 문과에 급제하고 형조전서겸 보문각 대경을 지냈다. 1302년(충렬왕 28년) 충렬왕이 그에게 최씨 성을 내리고 수성백에 봉했다. 시조의 묘는 경기도 화성시 매송면 어천리에 있다. 수성 최씨는 고려 때 부정을 지낸 최거경을 1세조로 하는 또 다른 두 계통이 있다. 수성 최씨는 조선시대 문과 급제자 4명을 배출하였다. 2015년 인구는 61,231명이다.

## 수원 최씨
수원 최씨(水原 崔氏)는 시조를 다른 두 계통이 있다. 하나는 고려시대 산원동정(散員同正)을 지낸 최정(崔靖)을 시조로 하며, 또 다른 계통은 고려 예종 때 수주(水州)의 호장(戶長) 최상저(崔尙翥)를 시조로 한다. 고려사 열전에 기록된 인물로 최사위(崔士威, 961년 ~ 1041년)가 있다. 2015년 인구는 14,687명이다. 수원(水原)의 옛 이름이 수성(隋城)이라 와 수성 최씨(隋城 崔氏)의 혼동을 피하기 위해 수원 최씨(水原 崔氏)는 원최(原崔)라 하고 수성 최씨(隋城 崔氏)는 내최(來崔)라고 부른다. 2015년 인구는 14,687명이다.

## 충주 최씨
충주 최씨(忠州 崔氏)는 충청북도 충주시를 본관으로 하는 성씨이다. 시조 최승(崔陞)은 846년(신라 문성왕 8) 병마사(兵馬使)가 되어 도적을 토평하였고, 889년(진성여왕3) 원종(元宗)·애노(哀奴)의 반란을 평정하여 은청광록대부(銀靑光祿大夫)에 올랐다고 한다. 하지만 선계를 고증할 수 없어 호장(戶長) 최공의(崔公義)를 기세조로 한다. 최공의의 증손자 최우청(崔遇淸)이 충주의 향리로서 고려 인종 때 문과에 급제하여 명종 때 수사공(守司空)·상서좌복야(尙書左僕射)에 이르렀다. 2015년 인구는 15,705명이다.

## 흥해 최씨
흥해 최씨(興海 崔氏) 시조 최호(崔湖)는 고려 공민왕 때 삼중대광문하시중(三重大匡門下侍中), 신호위상장군(神虎衛上將軍)을 역임하였으며 삼한벽상공신(三韓壁上功臣)에 책훈되고 곡강부원군(曲江府院君)에 봉해졌다고 한다. 2015년 인구는 14,792명이다.

## 통천 최씨
통천 최씨의 시조 최경현(崔景賢)은 고려 정종 때 정의대부판밀직사사(正義大夫判密直司事), 중서좌상시(中書左常侍), 감찰어사(監察御使) 등의 관직을 역임하였다고 한다. 통천 최씨는 조선시대 문과 급제자 3명을 배출하였다. 인물로는 조선 초기의 장군인 최운해, 세종 때 4군을 개척하고 세종묘에 배향된 최윤덕, 선조 때의 명문장가인 최립이 있다. 2015년 인구는 11,178명이다.

## 영흥 최씨
영흥 최씨(永興 崔氏) 시조 최지미(崔之美)의 손자 최한기의 원래 성은 조씨(趙氏)이며, 그의 딸이 이자춘에게 시집 간 후 성을 최(崔)씨로 바꾸고 이름도 한기(閑奇)로 고쳤다. 최한기의 딸은 이성계를 낳았고, 후에 동북면 출신의 이성계가 조선을 개국하여 태조로 즉위하자 최한기가 영흥백(永興伯)에 봉해졌다. 묘소는 함경남도 영흥군 덕흥면 진동리에 있다. 이성계의 어머니는 의비(懿妃)로 봉하여졌고, 뒤에 태종이 의혜왕후로 추봉하였다. 2015년 인구는 328명이다.

## 같이 보기
- 최 (중국 성씨)